# Esfinx (Romania)

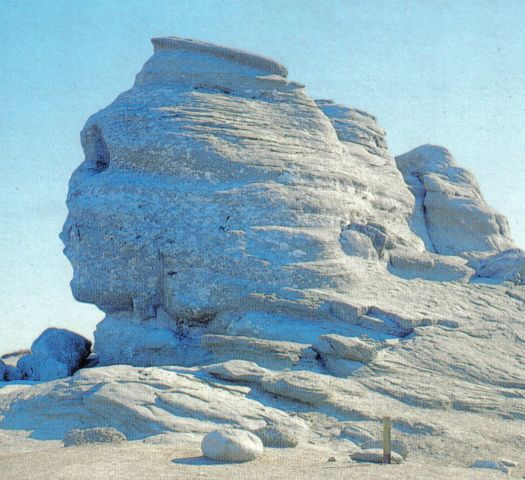

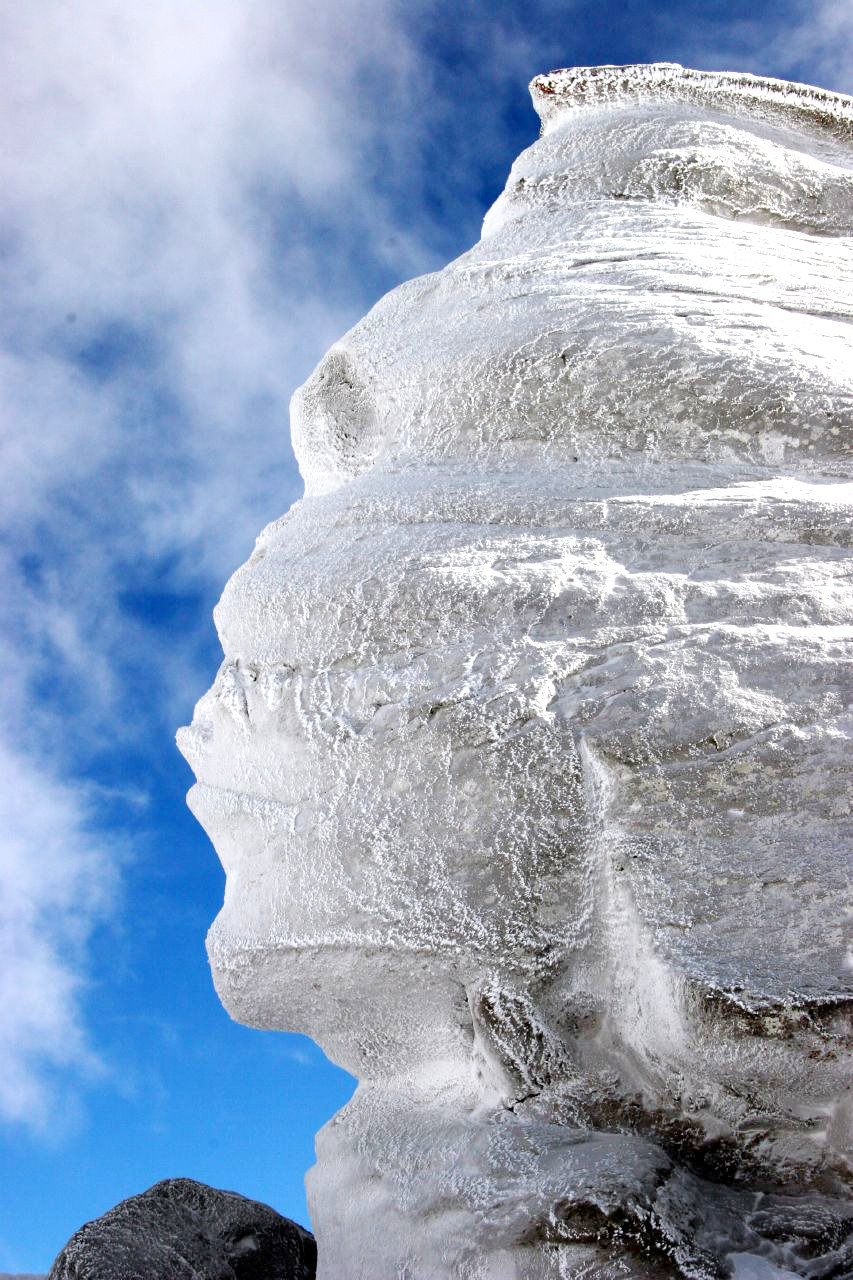
Esfinx de Bucegi

L'Esfinx (en romanès: Sfinxul) és una formació de roca natural al parc natural de Bucegi que es troba a les muntanyes de Bucegi de Romania. Es troba a una altitud de 2216 m dins del complex Babele de formacions rocoses.
La primera foto de l'esfinx de Bucegi va ser feta probablement cap a l'any 1900. Aquesta fotografia es va fer des d'una posició frontal, no des d'una lateral, com sol aparèixer en les imatges modernes. Només va adquirir el seu sobrenom, referint-se a la Gran Esfinx de Guiza, l'any 1936. La imatge de l'esfinx apareix quan s'observa la roca, amb una alçada de 8 m. i una amplada de 12 m, des d'un angle determinat. El megàlit té el seu contorn més clar el 21 de novembre, quan es pon el sol.
L'Esfinx apareix a la pel·lícula de 1967 The Dacians, en què és un lloc de sacrifici per al déu Zalmoxis. També té un paper important a la pel·lícula Burebista del 1980, en què s'equipara amb l'antic rei daci homònim i l'eternitat de la identitat romanesa.